# Zapalenie ścięgna
Zapalenie ścięgna (łac. tendinitis) – ostry stan zapalny powstający głównie w wyniku przeciążeń spowodowanych wykonywaniem nadmiernego wysiłku, do którego struktury ścięgien nie są odpowiednio przygotowane w danym momencie. Jeżeli fibroblasty nie są dostosowane do zwiększenia obciążeń mechanicznych powoduje to zakłócenie równowagi pomiędzy rozwojem i degeneracją macierzy pozakomórkowej. Następuje nagromadzenie się uszkodzeń, których komórki nie mogą naprawić i w efekcie uraz może uwidocznić się klinicznie. W celu scharakteryzowania opisu występowania zapalenia używa się nazwy anatomicznej można wyróżnić np. zapalenie ścięgna Achillesa, zapalenie ścięgna (więzadła) rzepki.